# De binocle
De binocle is een kort verhaal van Louis Couperus. Het verscheen in 1920 voor het eerst in de Haagse Post en werd drie jaar later (bij Couperus' overlijden) gepubliceerd in de eerste bundel van Proza. Couperus schreef het verhaal echter vermoedelijk al rond 1897. Op dat moment woonde hij zelf in Dresden, waar het verhaal zich ook afspeelt.
Centraal in dit verhaal staan het determinisme en fatalisme. De hoofdpersoon blijkt niet in staat om zich te onttrekken aan een vreemde obsessie voor een onbeduidend voorwerp, en begaat op die manier een zinloze gruweldaad.

## Inhoud
Een jonge Nederlands-Indische journalist die op vakantie is in Dresden besluit om in de Semperoper naar een uitvoering van Richard Wagners Die Walküre te gaan. Hij koopt een kaartje voor de eerste rij van de vierde rang helemaal achter in de zaal, waardoor hij helemaal in de nok zal komen te zitten. Wanneer hij overdag langs een opticienszaak loopt, besluit hij dat hij het beste nog even een toneelkijker (binocle) kan kopen zodat hij de uitvoering wat beter kan zien. De verkoper staat hem niet erg aan; het is iemand met een onprettig, vogelachtig gezicht.
's Avonds tijdens de uitvoering ervaart de jongeman de volle, donkere zaal als een enorme afgrond die zich voor hem uitstrekt. Dan ziet hij op de tribune pal onder hem een wat ouder echtpaar zitten. Het kale hoofd van de man blinkt en glimt in de donkere zaal, net als de volle maan. Opeens voelt de jongeman de bijna onweerstaanbare aandrang om zijn toneelkijker naar het hoofd van deze man te slingeren. Hij besluit, omdat hij zichzelf niet vertrouwt, zijn plaats voortijdig te verlaten en laat ook zijn toneelkijker achter. Even later voelt hij zich compleet belachelijk, maar hij besluit tijdens de tweede acte toch maar in de doorgang van de zaal te blijven staan. Na afloop van de voorstelling neemt hij zijn toneelkijker niet mee.
Vijf jaar later is de journalist opnieuw in Dresden. Juist  dan wordt er weer een voorstelling aangekondigd van Die Walküre. Als bij de kassa blijkt dat alle kaartjes zijn uitverkocht, geeft iemand anders (met een onprettig vogelgezicht, dat de hoofdpersoon vaag bekend voorkomt) juist zijn kaartje terug. Gretig neemt de journalist de plaats van hem over, op de eerste rij van de vierde rang, exact dezelfde plaats waar hij de vorige keer zat. Loodrecht onder hem zit bovendien weer hetzelfde echtpaar als de vorige keer.
Dan biedt de ouvreuse hem ook nog een toneelkijker aan, het blijkt dezelfde die de journalist de vorige keer in het gebouw heeft achtergelaten. Even later slingert de journalist zijn toneelkijker geheel dwangmatig precies tegen het hoofd van iemand die naast het echtpaar zit, en hierdoor ter plekke overlijdt.

## Verfilming
In 2018 is er een korte licht-absurdistische film gemaakt van het verhaal, onder regie van Aidan Vernee.